# Патрисија Мантерола
Патрисија Мантерола (шп. Patricia Manterola) мексичка је глумица и певачица.

## Приватни живот
Патрисија Мантерола рођена је у породици Хорхеа Мантерола Фернандез и Марије Долорес. Има брата Хорхе који је 11 месеци старији од ње и сестру Мишел која је од ње млађа осам година.
17. априла 1999. године Пати се удала за глумца и певача Хавијера Ортиза, бившег члана групе Гарибалди. Развели су се 2005. године.

## Каријера
Након завршене средње школе, Пати је студирала плес и певање на музичкој академији „Instituto Miguel Angel“ где је чак била и вођа хора. Још у детињству, показала је интерес и за позориште, те је тако одиграла главну улогу у комичном мјузиклу Анита, сироче.
У узрасту од 12 година била је чланица фестивала „Juguemos a Cantar“ где је учествовала са братом Хорхеом и двоје пријатеља. Након успеха на фестивалу, снимила је ЦД са песмама којима је наступала. Након пар успешних наступа, Мантерола је 1989. привукла пажњу Луис де Љано Маседу који је након аудиције позвао да се придружи групи Гарибалди.
Године 1995. Патрисија је добила прву улогу протагонисткиње у теленовели Хосе Алберта Кастра, Акапулко, душом и телом. Након успеха теленовеле, издала је ЦД Лепа девојка. 1997. и 1998. вратила се у свет теленовела улогом у Добри људи. Након те улоге, направила је паузу од телевизије и у потпуности се посветила музици и позоришту.
Теленовелама се враћа 2004. године у Љубав је коцка где је тумачила лик енергичне Хулије. Партнер у тој теленовели јој је био аргентински глумац Хуан Солер. Након те улоге, појавила се у епизодним улогама у теленовелама Ружне Лети и Опијени љубављу.
Године 2009. наступа у филму Савршена игра, а 2010. у 2. сезони колумбијске ТВ серије Картел.

### Дискографија
| Година: | Назив албума:             |
| ------- | ------------------------- |
| 2009.   |Ya terminé (Завршила сам)            |
| 2008.   |Mi novia está de madre (Моја девојка је мајка)   |
| 2007.   |A mis reinas (Мојим краљицама)         |
| 2006.   |Vámos bailar (Хајде да играмо)         |
| 2004.   |Castigame (Казни ме)                |
| 2003.   |Déjame volar (Пусти ме да летим)       |
| 2002.   |Que el ritmo no pare / The Rhythm (Ритам није стао / Ритам) |
| 1998.   |Quiero más (Желим више)              |
| 1996.   |Niña Bonita (Лепа девојка)            |
| 1994.   |Hambre de amor (Човек љубави)            |

## Теленовеле
| Година: | Српски назив:   | Оригинални назив: | Улога:              |
| ------- | --------------- | ----------------- | ------------------- |
| 2007.   | Опијени љубављу |                   | Ерика               |
| 2006.   | Ружна Лети      |                   | Патрисија Мантерола |
| 2004.   | Љубав је коцка  |                   | Хулија Ждребица     |
| 1996.   | /               |                   | Марија              |
| 1995.   | /               |                   | Лорена              |
| 1993.   | /               |                   | /                   |
| 1991.   | /               |                   | /                   |
| 1990.   | /               |                   | /                   |

## ТВ серије
| Година:    | Српски назив: | Оригинални назив: | Улога:    |
| ---------- | ------------- | ----------------- | --------- |
| 2010.      | /             |                   | Црна жена |
| 2010.      | Картел        |                   | Андреа    |
| 2006/2007. | Ружна Бети    |                   | Марија    |
| 2001.      | /             |                   | Карман    |
| 2001.      | /             |                   | Адријана  |
| 1996.      | /             |                   | /         |

## Филмови
| Година: | Српски назив: | Оригинални назив: | Улога:    |
| ------- | ------------- | ----------------- | --------- |
| 2009.   | /             |                   | Марија    |
| 2008.   | /             |                   | Кармен    |
| 2007.   | /             |                   | Вирхинија |
| 2001.   | /             |                   | Кармен    |
| 1999.   | /             |                   | /         |

## Рекламе
- 2007. -
- 2006. -
- 2005. -
- 2003. -
- 2003. -
- 2001. -
- 1998. -
- 1997/2002. -
- 1995/1997. -
- 1987. -

## Награде
| Година: | Категорија:             | Теленовела: | Резултат:  |
| ------- | ----------------------- | ----------- | ---------- |
| 2005.   |                         |             | Номинована |
| 1996.   | Женско глумачко откриће |             | Номинована |
| 1996.   | Женско откриће          |             | Добитница  |